# Підлужжя (Івано-Франківський район)
Підлу́жжя — село Івано-Франківського району Івано-Франківської області. Входить до складу Івано-Франківської міської громади.

## Історія села
Назва села дуже давня. У час свого виникнення вона вказувала на близькість населеного пункту до лугів, розташованих по берегах річки Ворони.
В селі є поселення трипільської культури, фракійського гальштату, Київської Русі. 
Письмові історичні джерела засвідчують існування села Підлужжя вже в 1378 році. Зокрема село згадується і переліку населених пунктів, зайнятих Казимиром ІІІ. Також село є на карті Боплана XVII століття:
Село активно розбудовується, чому сприяє безпосередня близькість до Івано-Франківська.1 листопада 2019 року відкрили пам'ятний знак розстріляним у 1946 році героям — жителям села (Ткачук Дмитро Васильович, Федук Василь Миколайович, Луцишин Михайло Михайлович, Малюта Олекса Іванович).

## Видатні люди
Долішній Василь Михайлович- нар. 13.11.1930, с. Підлужжя Тисменецького р-ну Станіславської, нині Івано-Франківської обл. — п. 31.12.1995, с. Підлужжя. Був звязківцем УПА з 13 років, згодом поширював самвидав. 
Селянський син у кінці квітня 1944 пішов у підпілля — став спецкур’єром УПА. Шістнадцятилітнім, 14.11.1946, зв’язковий потрапив у руки енкаведистів. Його жорстоко катували: вимушували їсти землю, стріляли мимо вух лежачого долілиць, підвішували за ноги й наклавши петлю на підборіддя, але він нікого не зрадив. Утримували Василя в Тисменецькій, потім Станіславській тюрмах. Як неповнолітнього Долішнього засудили до 10 р. ув’язнення і 5 р. поразки в правах. До 18 років його утримували в Княжівській тюрмі підо Львовом. 19.08.48 взяли на етап — через Холодну Гору, що в Харкові, Красноярськ, Єнісеєм у Дудінку, далі товарняком у Каеркан. Там разом зі своїм краянином В.СТРІЛЬЦІВИМ Долішній працював на шахтах, де пізнав усі жахи ГУЛАГу. Звільнений за амністією 04.09.54 як засуджений неповнолітнім.
Повернувшись додому, працював і навчався. Досконало знав історію національно-визвольних змагань, українську історію взагалі. Колишній політв’язень лише по декотрій спробі зумів вступити на заочний відділ Івано-Франківського інституту нафти й газу. Їздячи у справах служби по всій області, Долішній розповсюджував самвидав, зокрема, трактат Івана ДЗЮБИ „Iнтернаціоналізм чи русифікація?“, вів просвітницькі патріотичні розмови з людьми.
Під час чергового покосу української інтеліґенції 1972 заарештований 21.02.72 і засуджений Івано-Франківським обласним судом до 7 р. таборів суворого режиму і 3 р. заслання за ст. 62 ч. 2 КК УРСР („антирядянська агітація і пропаганда“). Утримували в таборах Мордовії ЖХ-385/19 і 3, де був у близьких стосунках з В.ЧОРНОВОЛОМ, В.СТУСОМ та ін. У день радянського політв’язня, 30.10.75, етапований у табори Пермської обл. Брав активну участь в акціях протесту, у зв’язку з чим неодноразово карався в карцерах.
Заслання відбував у Сибіру. Звільнений 12.12.81.
Під час андроповського „полювання на відьом“, у липні 1984, Долішнього звинуватили у „злісному хуліґанстві“ (ст. 206) — нападі на міліціонера (хоча в нього під той час рука була в гіпсі). Відправили на 3 р. до табору суворого режиму в Комі АРСР. Звільнений під час „перебудови“ за 40 діб до кінця терміну — 07.09.87.
07.02.89  В. Долішній одним із перших в Івано-Франківській області став членом Української Гельсінкської Спілки. Організовував збори й мітинги, насипання й освячення могил вояків УПА, розповсюджував самвидавську літературу. Д. — член-засновник Всеукраїнського товариства політичних в’язнів і репресованих (03.06.89), Української Республіканської партії (29.04.90), був членом її Ради і головою Контрольно-ревізійної комісії.
Помер Д. 31.12.95. Похований у рідному селі.

## Населення

### Мова
Розподіл населення за рідною мовою за даними перепису 2001 року:
| Мова       | Кількість | Відсоток |
| ---------- | --------- | -------- |
| українська | 1743      | 99.71%   |
| російська  | 5         | 0.29%    |
| Усього     | 1748      | 100%     |

## Кулінарія
Кулінарною дивовижою села є страва Хрінівка (хрін з м'ясом) яку традиційно готують на Великдень.